# Delhi Safari
Pour plus de détails, voir Fiche technique et Distribution.
Delhi Safari est un film d'animation indien en images de synthèse et en relief réalisé par Nikhil Advani et sorti en Inde en 2012. C'est un film d'aventure humoristique.

## Synopsis
Un groupe d'animaux dont la forêt natale se trouve menacée par la déforestation pratiquée par les humains décide de se rendre à Delhi pour faire entendre leur cause auprès du parlement. Le groupe se compose d'un jeune léopard, Yuvraj, et de sa mère Begum ; d'un macaque rhésus militant, Bajrangi ; et d'un ours lippu prétentieux, Bagga. En cours de route, ils recrutent un perroquet, Alex, seul capable de leur apprendre la langue des humains de Delhi.

## Fiche technique
- Titre : Delhi Safari
- Réalisation : Nikhil Advani
- Scénario : Nikhil Advani, Girish Dhamija, Suresh Nair, avec des dialogues de Girish Dhamija, Rahul Awate et Milap Zaveri
- Musique originale : Shankar Mahadevan, Loy Mendonsa, Ehsaan Noorani
- Direction artistique : Aditya Sharma
- Animation (postes principaux) : Rahul Bhadri, Umesh Sutar, Rachit Varma
- Montage : Aarif Sheikh
- Production : Anupama Patil, Kishor Patil
- Studios de production : Krayon Pictures
- Pays :  Inde
- Budget estimé : environ 15 millions de dollars[1]
- Date de sortie :  Inde : 19 octobre 2012

## Voix originales
- Urmila Matondkar : Begum
- Suniel Shetty : Sultan
- Swini Khara : Yuvraj
- Akshaye Khanna : Alex
- Govinda : Bajrangi
- Boman Irani : Bagga
- Sanjay Mishra : Marela